# Cruzeiro do Sul
Cruzeiro do Sul es un municipio que está localizado en el oeste de Acre. La ciudad es, actualmente, la segunda ciudad más grande del estado del Acre, después de la capital Rio Branco, y la más desarrollada de la Región del Yuruá.
La ciudad es uno de los más importantes polos turísticos y económicos del Estado. Tiene sus encantos para mostrar, como: arroyos mágicos, playas de arenas claras y finas, aguas límpidas, paseos y vegetación salvaje. Además de esto, Cruzeiro do Sul está rodeada de construcciones y monumentos que simbolizan y guardan la historia y la grandeza de su pueblo.

## Historia
El municipio, cuyo nombre fue inspirado en la constelación de la "Cruz del Sur", surgió de la implementación del decreto del 12 de septiembre de 1904, cuando el Coronel del Ejército Brasileño Gregório Thaumaturgo de Azevedo instaló la sede provisional del municipio, en un lugar denominado "Invencible", en la vera del Río Môa. Su fundación fue oficializada el 28 de septiembre de 1904, cuando la capital del departamento del Alto Juruá fue transferida para Cruzeiro do Sul. 
El 17 de noviembre de 1903, el territorio del Acre, incorporado al Brasil por el Tratado de Petrópolis, fue dividido en tres departamentos: Alto Juruá, Alto Purus y Alto Acre, todos independentes entre sí y directamente subordinados al Gobierno de la Unión. Cada uno de los departamentos era administrado por un Intendente - cargo parecido con el de prefecto actual, solo que nombrado por el presidente de la República, hasta 1920. 
No se sabe, exactamente de quien fue la idea de dar el nombre a la sede de la prefectura del Alto Juruá de Cruz del Sur, pero la denominación es establecida en el artículo 2° del Decreto y con certeza, tiene por inspiración la constelación de la Cruz del Sur.

## Geografía
El municipio cuenta con un área de 7.781,5 km²; limita al Norte con el Estado del Amazonas, al Sur con el municipio acreano de Puerto Valter, al Este con el municipio acreano de Tarauacá y a Oeste con los municipios acreanos: Mâncio Lima, Rodrigues Alves y también el Perú.

### Hidrografía

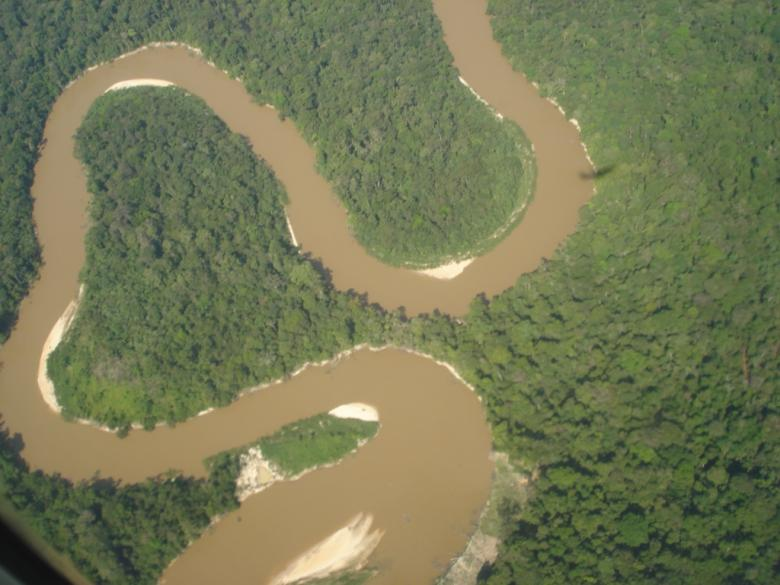
Río Juruá, en las cercanías de la ciudad de Cruzeiro do Sul

Los principales ríos del Estado son el Juruá y el Purus, que forman las dos grandes cuencas hidrográficas acreanas. La ciudad de Cruzeiro do Sul es bañada por el Río Juruá.
El Juruá es un río de aguas fangosas, navegables que baña y divide la ciudad de Cruzeiro do Sul en dos distritos. El nombre Juruá es de origen indígena, es una derivación del nombre "Yurá", usado por los indígenas que habitaban sus márgenes. El río nace en el Perú y, con más de 3 mil kilómetros de extensión, está entre los 10 mayores del planeta. Es considerado un río nuevo y rico en sales minerales.

### Clima
La región de Cruzeiro do Sul posee clima ecuatorial, caliente y húmedo, y su temperatura media es de 26 °C.

### Relieve
El relieve presenta una vasta tierra firme, con pintorescas colinas, por cuyos valles serpentean algunos ríos.
El tipo de suelo predominante es el prodzólico,rojo y amarillo, no teniendo terreno pedregoso.

## Infraestructura
Acceso
Distante cerca de 630 kilómetros de Rio Branco, por carretera, a través de la BR-364. Entretanto, el acceso terrestre es muy difícil, limitado apenas al verano amazónico, principalmente en los meses de julio, agosto y septiembre. Desde 2011 la carretera funciona todo el año permitiendo la rebaja de los precios de los alimentos.